# زمین‌لرزه ۱۹۶۴ اندونزی
زمین‌لرزه اندونزی  در تاریخ ۲ آوریل ۱۹۶۴ میلادی، برابر با ‎۱۳ فروردین ۱۳۴۳، ساعت ۱:۱۱:۵۷ به زمان یوتی‌سی در اندونزی رخ داد. ژرفای این زلزله ۱۳۱٫۹ کیلومتر بود. بزرگی آن ۵٫۶ در مقیاس mb اعلام شده‌است. زمین‌لرزه به وقت محلی در روز پنج‌شنبه، ساعت ۸ روی داده و منطقه زمانی آن یوتی‌سی +۷ بوده‌است .
تعداد زخمیان ۴۷۹ نفر برآورده شده‌است.سونامی نیز در این زلزله گزارش شده‌است.